# Batec ectòpic
Un batec ectòpic és una alteració del ritme cardíac relacionat freqüentment amb el sistema de conducció elèctrica del cor, en què els batecs sorgeixen de fibres o grup de fibres fora de la regió del múscul cardíac que és normalment responsable de la formació d'impulsos (és a dir, el node sinoauricular). Un batec ectòpic es pot classificar com una contracció ventricular prematura (CVP o extrasístole ventricular) o una extrasístole supraventricular (amb el tipus contracció auricular prematura).
Alguns pacients descriuen aquesta experiència com una "palpitació" al pit, o un "singlot al cor", mentre que altres informen que es noten a faltar alguns batecs. Els batecs ectòpics són més freqüents durant els períodes d'estrès psicològic, exercici o debilitat; també es poden desencadenar pel consum d'alguns aliments com hidrats de carboni, formatge fort o xocolata.
És una forma d'arrítmia cardíaca en què marcapassos ectòpics dins del miocardi ventricular o auricular, o de branques més fines del sistema de conducció elèctrica, provoquen batecs addicionals del cor. Alguns medicaments poden empitjorar el fenomen.
Els batecs ectòpics es consideren normals i no són indicatius de patologia cardíaca. Els batecs ectòpics sovint no es detecten i es produeixen com a part d'errors menors en el sistema de conducció cardíaca. Poques vegades són indicatius de patologia cardíaca, encara que poden ocórrer amb més freqüència o ser més notables en aquells pacients que tenen anomalies cardíaques.
Els batecs ectòpics poden ser més freqüents durant l'ansietat, l'atac de pànic i la resposta de lluita o fugida, a causa de l'augment de l'activitat nerviosa simpàtica o a causa de la fallada del parasimpàtic, estimulant contraccions més freqüents o més vigoroses i augmentant el volum sistòlic. El consum de nicotina, alcohol i cafeïna, o l'administració d'adrenalina, també pot augmentar la incidència de batecs ectòpics, a causa de la seva influència en l'acció dels cardiomiòcits.